# Kunsthaus Interlaken

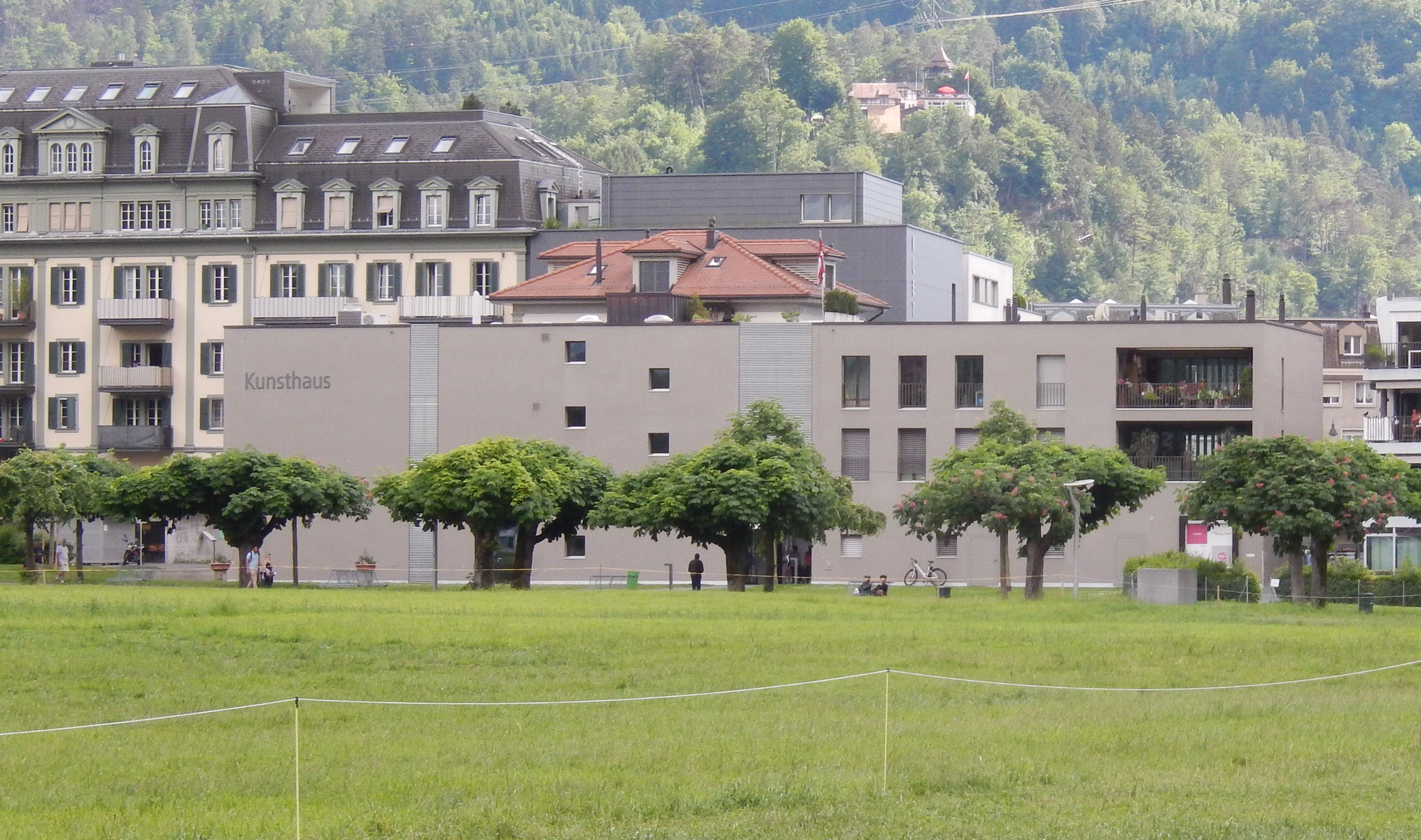
Kunsthaus Interlaken

Das Kunsthaus Interlaken ist ein Zentrum für Kunst und Kultur im östlichen Berner Oberland in Interlaken in der Schweiz.

## Ausstellungen
Das Ausstellungsprogramm umfasst Einzel- und Gruppenausstellungen von Schweizer Kunstschaffenden mit nationaler Ausstrahlung sowie internationale Positionen der Gegenwartskunst und Sammlungsausstellungen.

## Kunstvermittlung
Zu den Ausstellungen bietet das Kunsthaus ein Vermittlungsprogramm mit Führungen, Künstlergesprächen und Performances. Die Museumspädagogik umfasst thematische Workshops für Schulen und für Erwachsene.

## Konzerte
Im Erdgeschoss des Kunsthauses befindet sich ein Konzertsaal. Das Veranstaltungsprogramm umfasst regelmässige Jazzkonzerte, ein Kleinkunstprogramm sowie Performancekunst und Meisterklassen internationaler Musiker während dem Interlaken-Classics Festival.

## Geschichte
Das Kunsthaus wurde 2009 eröffnet. Für die Bedürfnisse des Ausstellungs- und Kulturbetriebs wurde an zentraler Lage ein Neubau realisiert, der das denkmalgeschützte «Alte Amtshaus» architektonisch integriert. Die Schaffung des Kunsthauses wurde durch die 1944 gegründete «Kunstgesellschaft Interlaken» initiiert. Das repräsentative Gebäude liegt im Zentrum von Interlaken am Hanery-Amman- und Polo-Hofer-Platz, der als Hommage an die Schweizer Musikpioniere zeitgleich mit dem Neubau des Kunsthauses geschaffen wurde.

## Kunstsammlung
Die Sammlung des Kunsthauses wird stetig erweitert und fokussiert sich auf Werke und Kunstschaffende mit Bezug zum Berner Oberland. Die Sammlungen der «Kunstgesellschaft Interlaken» sowie die «China Sammlung Dr. Rieder» sind ebenfalls im Kunsthaus Interlaken untergebracht.

## Verein
Der Verein Freunde des Kunsthauses engagiert sich für die Umsetzung der kulturellen Zielsetzungen des Kunst- und Kulturhauses Interlaken KKI.